# 羅盤嘴墓群
羅盤嘴墓群是位於中華人民共和國四川省瀘州市瀘縣奇峰鎮的墓群，位於該地紅木村9組羅盤山南側，文物年代為宋。2002年12月27日公佈為四川省第六批省級文物保護單位。2013年3月5日列為第七批全國重點文物保護單位。